# Мейерабиан, Альберт
Альберт Мейерабян, (арм. Ալբերտ Մեհրաբյան; родился в 1939 в армянской семье в Иране), в данный момент заслуженный профессор психологии в Калифорнийском университете Лос-Анджелеса. Стал известен по публикациям о сравнении вербального и невербального общения. Его выводы о непоследовательности чувств и отношений людей стали известны как правило 7%-38%-55%, которое отображает относительное влияние слов, тона голоса и языка тела в процессе разговора. Мейерабян также провёл ряд психологических измерений.